# Gambatesa
Gambatesa ist eine italienische Gemeinde (comune) mit 1277 Einwohnern (Stand 31. Dezember 2023) in der Provinz Campobasso in der Region Molise. Die Gemeinde liegt etwa 20,5 Kilometer ostsüdöstlich von Campobasso und grenzt unmittelbar an die Provinz Foggia. Im Nordosten der Gemeinde befindet sich der Lago di Occhito.

## Verkehr
Durch die Gemeinde führen die Strada Statale 212 della Val Fortore von Benevent nach Ripabottoni, die sich hier mit der Strada Statale 645 Fondo Valle del Tappino von Campobasso kommend kreuzt.